# Great Jamaican Slave Revolt
Baptist War, också känd som Sam Sharp Rebellion, Christmas Rebellion, Christmas Uprising och Great Jamaican Slave Revolt of 1831–32, var ett slavuppror som ägde rum på den brittiska kolonin Jamaica från 25 december 1831. Upproret leddes av den svarta baptistdekanen och slaven Samuel Sharpe och hans anhängare och samlade 60,000 av öns 300,000 slavar. Upproret varade i elva dagar innan det slogs ned, och influerade avskaffandet av slaveriet i de brittiska kolonierna, som följde några år senare. 